# 麒麟座環
麒麟環是由恆星組成，像環形燈絲般環繞銀河系三次的一個細長的複雜結構。它被建議是大犬座矮星系在銀河系數十億年的潮汐力作用下被撕裂出來的星流殘留物，而其中的一部分已經與銀河系合併。然而，這個觀點與過程長久以來都有著爭議。這個環長達20萬光年和1億個太陽質量。

## 發現
在2002年，處理史隆數位巡天資料的天文學家首度報告這個星流的存在。而在調查這個環中的恆星和鄰近的人馬座矮橢球星系內的球狀星團之間相似的關聯性時，才發現了大犬座矮星系。

## 爭論
在2006年，使用2MASS的資料研究這個環的本質時，引發了爭議。資料顯示環的性質實際上是銀河系的盤面被扭曲的一部分。不過，使用AAT在2007年發表的論文認為盤面的扭曲無法創造出觀測所見到的結構，因此必須若不是銀河系的盤面發生閃焰，就是源自銀河系外。
幾個科學界的社群最近都重申其立場，認為麒麟環的結構只是銀河系的厚盤因為閃焰和扭曲發展出來的高密度區。
在2015年，一個國際科學小組的一項研究，將史隆數位巡天的銀河系內資料，進行篩選並排序之後，建議銀河系的實際大小比以前所認知的還要大50%。它改變了銀河系的盤面，恆星不是只在平面上，而是像瓦楞紙版。當它從太陽向外輻射時，它至少在銀河的盤面上產生了四個漣漪。科學家認為這個模式會擴及整個銀河系的盤面。
順著這個思路想下去，就像船在海上航行時有很高的海浪，或是身在丘陵地形。下一個高起的浪頭或是丘陵會阻礙了視線。同樣的，銀河的結構也會阻礙我們的觀察，升起的結構顯然遮蔽了星系盤面很大的一部分。基於麒麟座環的距離，銀河系的直徑從100,000－120,000光年擴展至150,000－180,000光年。在這個修正的範例中，太陽系不是位於星系半徑的三分之二處，而是在核心和邊緣的中間。